# Friedrich Fehrmann (Polizeipräsident)
Friedrich Helmut Paul Charon Fehrmann (* 8. November 1920 in Münster; † 27. August 2015 in Aachen) war ein deutscher Verwaltungsjurist und Polizeipräsident.

## Kindheit und Schulzeit
Friedrich Fehrmann war das dritte von insgesamt vier Kindern des preußischen Staatsbeamten und späteren Landrates des Kreises Meppen, Friedrich Fehrmann. Der Jurist Wilderich Fehrmann war sein Bruder.
Seine Kindheit und Schulzeit verbrachte er überwiegend im Emsland, wo er in Meppen zusammen mit dem späteren Unternehmer und Leiter des katholischen Jugendwiderstands im Emsland gegen die Nazis, Anton Veltrup, aufwuchs, mit dem er bis zu dessen Tod eng befreundet war. Mit der Entlassung seines Vaters kam er an das Münsteraner Gymnasium Paulinum, wo er im Jahr 1939 das Abitur ablegte.

## Militärdienst und Studium
Unmittelbar danach trat er in die Wehrmacht ein und war erst am Frankreich-, dann am Russlandfeldzug beteiligt, wo er im Herbst 1942 als Funker durch einen Granatsplitter schwer verletzt und ins Lazarett nach Westfalen verlegt wurde, bevor seine 126. Infanteriedivision auf dem Weg nach Stalingrad zerrieben wurde.
Nach langer Rekonvaleszenz und Feststellung der Kriegsuntauglichkeit nahm er im Herbst 1943 unter erschwerten Bedingungen das Studium der Staats- und Rechtswissenschaften an der Universität Münster, gleichzeitig engagierte er sich bei der verbotenen katholischen Studentenverbindung Tuiskonia. Zum Ende des Krieges wurde er wieder als wehrtauglich befunden und kurz vor der Kapitulation in Abwesenheit zum Tode verurteilt, dem er durch Kriegsende entging.

## Berufstätigkeit
Das Studium schloss er nach 1. Examen und langem Referendariat 1948 mit der 2. Juristischen Staatsprüfung am Oberlandesgericht Hamm ab. Im Jahre 1948 trat er in die allgemeine Verwaltung des Landes Nordrhein-Westfalen ein und wurde nach mehreren Einsätzen im Innenministerium, im westfälischen Beckum und an der Bezirksregierung Aachen 1954 stellvertretender Polizeipräsident in Gelsenkirchen. Im gleichen Jahr heiratete er die Aachenerin Marlene Keimes, mit der er 61 Jahre verheiratet war. Aus der Ehe gingen acht Kinder hervor.
1958 wurde er an die Bezirksregierung Arnsberg versetzt und leitete dort verschiedene Dezernate. 1962 wurde er als Stellvertreter des Präsidenten an die Kreispolizeibehörde Aachen versetzt, 1964 kam er an die später aufgelöste Bezirksregierung Aachen, an der er zuletzt Leitender Regierungsdirektor war. Er leitete dort u. a. die Gewerbe- und Polizeiabteilung. In dieser Funktion hatte er zusammen mit dem damaligen Polizeipräsidenten Dundalek die Idee, die Zusammenarbeit der Polizeibehörden im Aachener Grenzland auszubauen und insbesondere die Nacheile über die Landesgrenzen zu ermöglichen. Daraus entstand die Arbeitsgemeinschaft NeBeDeAC Pol, deren Vorsitzender und engagierter Vorreiter er von 1971 bis 1985 war. Mehrere der damals entworfenen Regeln wurden in der Folgezeit gesetzlich verankert.
Im Dezember 1971 wurde er Nachfolger des plötzlich verstorbenen Polizeipräsidenten Dundalek und Vorsitzender der Kommission für öffentliche Sicherheit und Ordnung der Euregio Rhein-Maas. Während seiner Amtszeit waren der linke Terrorismus, Mordanschläge auf iranischen Exilanten und die Hausbesetzerszene sowie der Neubau des Polizeipräsidiums in der Aachener Soers Schwerpunkte seiner Tätigkeit. Daneben war ihm die grenzüberschreitende und internationale Polizeiarbeit (so engagierte er sich auch bei Interpol und der weltweiten Polizeivereinigung IPA) ein besonderes Anliegen. Gegen Ende seiner Amtszeit erhielt er in Anerkennung seiner Verdienste neben dem Bundesverdienstkreuz auch den Orden Officier van Oranje-Nassau der Niederlande. Belgien ernannte ihn zum Officier de l'ordre Léopold II. Seine berufliche Karriere beendete er mit einem Vortrag vor dem Europarat, in dem er sich aus Sicherheitsbedenken gegen die Abschaffung der Grenzkontrollen aussprach.
Neben der Völkerverständigung, dem interkonfessionellen Austausch und Ausgleich waren ihm die Friedenssicherung besonders wichtig, weshalb er seit der Gründung und weit über seine Pensionierung hinaus bei der deutschen Kriegsgräberfürsorge tätig und deren Bezirksvorsitzender in Aachen war. Dort wehrte er sich mit Verve gegen die Ehrung von SS-Offizieren. Zudem engagierte er sich zeitlebens in der katholischen Kirche in den verschiedensten Funktionen.
In der Zeit seines Ruhestandes widmete er sich neben den Aufgaben als Großvater von 13 Enkeln insbesondere der Ahnenforschung. Erst in den letzten beiden Jahren seines Lebens hatte er mit zunehmender Altersschwäche zu kämpfen.